# Archaeoteleia karere
Archaeoteleia karere (лат.) — вид наездников из семейства Platygastridae (Scelioninae, или Scelionidae, по другим классификациям). Новая Зеландия. Длина самок 3,0—3,7 мм (самцы — 2,6—3,2 мм). Общая окраска темно-коричневая, пронотум сбоку, мезоплеврон и ноги — желтоватоватые. Нижнечелюстные щупики 5-члениковые; нижнегубные щупики состоят из 3 сегментов. Усики у обоих полов 12-члениковые. Формула члеников лапок: 5-5-5; формула шор ног: 1-2-2.
Вид был описан в 2007 году в ходе ревизии рода, проведённой энтомологами Джоном Эрли (John W. Early, Новая Зеландия), Любомиром Маснером (Lubomir Masner, Канада) и Норманом Джонсом (Norman F. Johnson, США) и назван «karere» по маорийскому имени горы Mt. Messenger (маори karere), где собрана типовая серия экземпляров.